# Granota ibèrica
La Granota ibèrica (Rana iberica) és una petita granota vermella, del grup de Rana temporaria, que habita el nord de Portugal, Galícia, la serralada Cantàbrica i el Sistema Central ibèric, en els seus sectors occidentals i centrals.
És una granota de muntanya, que es troba en rierols i tolles d'aigua freda sobre substrat rocós i entre vegetació de ribera. Captura sobretot preses terrestres, principalment insectes i aranyes.